# Nyctibatrachus pillaii
Nyctibatrachus pillaii é uma espécie de anfíbio anuro da família Nyctibatrachidae. Está presente na Índia. A UICN classificou-a como pouco preocupante.